# Pseudoleucania marii
Pseudoleucania marii là một loài bướm đêm thuộc họ Noctuidae. Nó được tìm thấy ở Maule và vùng Magallanes và Antartica Chilenas của Chile và San Martín de los Andes, Copahue và Neuquén in Argentina.
Sải cánh dài 28–30 mm. Con trưởng thành bay từ tháng 1 đến tháng 4.